# HVV Den Haag
El Haagse Voetbal Vereniging (o HVV Den Haag) és un club de futbol neerlandès de la ciutat de La Haia.
Va ser fundat el 1883 com a secció del HCC, the Hague Cricket Club. El 1978 li fou atorgat el títol reial esdevenint Koninklijke Haagse Cricket & Voetbal Vereniging, abreviat KHC&VV. Guanyà deu campionats nacionals entre 1890 i 1914.

## Palmarès

### Futbol
Font:
- Lliga neerlandesa de futbol: 10

1890-91, 1895-96, 1899-00, 1900-01, 1901-02, 1902-03, 1904-05, 1906-07, 1909-10, 1913-14
- Copa neerlandesa de futbol:[9] 1

1903

### Criquet
Font:
- Campionat neerlandès: 47

1895, 1899, 1900(co.), 1903, 1910(co.), 1912, 1916, 1917, 1919, 1920, 1921, 1922, 1923, 1925, 1926 (HCC i HCC(II) co.), 1927, 1928(II), 1929(II), 1930(II), 1931, 1932(II co.), 1933, 1934, 1935(II), 1936, 1940(co.), 1941, 1947, 1952(II), 1955(II), 1956, 1957, 1958, 1959, 1960, 1961(II), 1963, 1964, 1965 (co.), 1966, 1967, 1968, 1972, 1973(II), 1976, 1985, 2008
Llegenda: (II) segon equip; (co.) títol compartit.

## Futbolistes destacats
Futbolistes que han estat internacionals amb els Països Baixos:
- Law Adam
- Jan van Breda Kolff
- Miel Campioni
- Lo La Chapelle
- Constant Feith
- Karel Heijting
- Boelie Kessler
- Dé Kessler
- Dolf Kessler
- Tonny Kessler
- Guus Lutjens
- Dick MacNeill
- Miel Mundt
- Ed Sol